# Time Toys
Time Toys is een Amerikaanse sciencefiction/familiefilm uit 2016 onder regie van Mark Rosman, die ook het scenario schreef. De hoofdrollen worden vertolkt door Griffin Cleveland, Josie Totah, Jaden Betts, Samuel Gilbert, Ed Begley Jr. en Greg Germann.

## Verhaal
Een groep middelbare scholieren, die door hun klasgenoten gemeden worden en bekendstaan als losers, krijgt een kist vol futuristisch speelgoed in handen, waaronder schoenen en handschoenen die extra kracht en snelheid geven, een pet die de hersenen in een supercomputer verandert en een geweer dat verschillende substanties kan schieten. Aanvankelijk gebruiken ze het speelgoed om hun pestkoppen te vernederen, maar al snel hebben ze het nodig om hun buurt te beschermen tegen een sinistere onderneming geleid door een maniakale gek.

## Rolverdeling
| Acteur            | Personage               |
| ----------------- | ----------------------- |
| Griffin Cleveland | Matt Bauer              |
| Josie Totah       | Boomer (als J.J. Totah) |
| Jaden Betts       | Eddie                   |
| Samuel Gilbert    | Mel                     |
| Ed Begley Jr.     | William 'Wiz' Wisconsin |
| Greg Germann      | Billy Weller            |
| Mackenzie Aladjem | Jenny Johnstone         |
| Dalton Cyr        | Holden                  |
| Evan Roe          | Bryce                   |
| Parvesh Cheena    | Franklin                |
| Rob Van Dam       | The Henchman            |